# 港湾街道 (广州市)
港湾街道，是中华人民共和国广东省广州市南沙区下辖的一个街道。

## 历史
2023年12月28日，以南沙街道原部分辖区设立港湾街道。

## 行政区划
港湾街道下辖以下地区：
红岭社区、南沙社区、蒲州社区、海湾社区、南北台社区、鹿颈村、南横村、芦湾村、深湾村、塘坑村、大岭界村、九王庙村、东井村、黄山鲁林场、南沙示范场。

## 交通

### 地铁
█4号线：塘坑站、南横站、南沙客运港站